# Sandro Salvadore

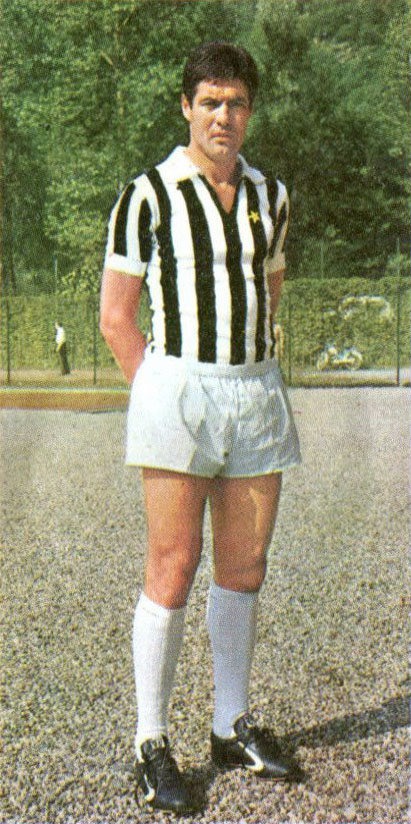
Sandro Salvadore, Juventus (1970)

Sandro Salvadore (Milaan, 29 november 1939 – Asti, 4 januari 2007), bijgenaamd kapitein Billy, was een Italiaans voetballer.
Sandro Salvadore werd door de scouts van AC Milan ontdekt toen hij 15 jaar oud was. Hij speelde bij deze club in het jeugdteam totdat hij debuteerde in de Serie A in het seizoen van 1958/59. Terwijl hij het shirt van AC Milan met daarop nummer 6, won hij twee competitietitels in (1958/59 en 1961/62). Na 72 competitiewedstrijden vertrok hij bij AC Milan.
In 1962 werd Salvadore gekocht door Juventus en werd snel de pilaar van hun verdediging. Na slechts een paar wedstrijden verwierf hij een plek in de basis als centrale verdediger en won nog drie maal de competitie. (1966/67, 1971/72 en 1972/73) en een keer de beker van Italië (1964/65). Hij ging in 1974 met pensioen en werd vervangen door Gaetano Scirea.
Tussen 1960 en 1970 won Salvadore 36 nationale Italiaans voetbalbekers Hij speelde in de ploeg die zowel de FIFA wereldbeker in 1962 en de FIFA wereldbeker in 1966 speelde. Hij speelde ook in de ploeg die in 1968 UEFA beker won, en daarmee voor de derde maal Europees kampioen werd. Hij miste in 1970 de FIFA wereldbeker in Mexico, omdat hij twee eigen doelpunten scoorde in één wedstrijd in Madrid. Deze wedstrijd werd gespeeld op 21 februari 1970 tegen de Spaanse nationale ploeg en eindigde in 2-2. De Italiaanse bondscoach vond hem vanaf dien onbetrouwbaar en liet hem vallen.
Na zijn pensioen was Salvadore nog tijdje jeugdtrainer, maar vertrok niet lang daarna en stichtte een eigen kleine boerderij in Asti. Hij trad op 1 november 2006 op uitnodiging van Juventus voor de laatste keer in de publiek belangstelling, om de 109e verjaardag van de club te vieren. Op deze gelegenheid ontving hij een shirt met nummer zes en zijn naam.
Sandro Salvadore stierf op 4 januari 2007 in Asti aan een hartaanval op een leeftijd van 67 jaar.